# 4 o'Clock
4 o'Clock är en EP av den amerikanska artisten Emilie Autumn från 2008. Skivan begränsades till 3000 exemplar.

## Låtlista
Låtarna skrivna av Emilie Autumn.
1. "4 o'Clock" – 5:16
2. "My Fairweather Friend" – 3:30
3. "Gothic Lolita (Bad Poetry Mix by Sieben/Matt Howden)" – 4:30
4. "Swallow (Filthy Victorian Mix by Perfidious Words)" – 5:05
5. "Swallow (Oyster Mix by Punto Omega)" – 3:38
6. "Organ Grinder" – 3:21
7. "Excerpts From the upcoming book 'The Asylum'" – 4:00
8. "Words from 'The Asylum'" – 3:13
9. "Is It My Body" (Alice Cooper-cover; gömd låt) – 4:08

## Medverkande
- Emilie Autumn – sång, fiol, piano, producent, illustrationer
- Angst-Im-Wald – fotografi